# Linn, Wisconsin
Linn là một thị trấn thuộc quận Walworth, tiểu bang Wisconsin, Hoa Kỳ. Năm 2010, dân số của thị trấn này là 2.294 người.